# Serie B di beach soccer 2018
La Serie B 2018 è stata la 4ª edizione della serie cadetta del campionato italiano di calcio da spiaggia, disputata tra il 27 e il 29 luglio 2018 e conclusa con la promozione del Genova, alla sua prima apparizione nel campionato.

## Formato
L'edizione vede contrapporsi 3 squadre in un'unica tappa di tre giorni a Giugliano.
Tutte le squadre si affrontano tra di loro una volta in un girone all'italiana con partite di sola andata.

## Squadre partecipanti
| Club             | Città   |
| ---------------- | ------- |
| Genova           | Genova  |
| Sporting Nettuno | Nettuno |
| Bari             | Bari    |

## Risultati
| Arbitro: | Cardone, Longo, Di Mauro |

|                                              |                      |                                              |
| Colella 6pt’, 8tt’ Giardino 5st’, 6tt’, 7tt’ | Marcatori            | 7pt’, 7st’, 1tt’ Rizqaoui 3tt’, 11tt’ Grosso |
| D’Ambrosio Giardino Colella Mangialardi      | Tiri di rigore 2 – 3 | Grosso Romei Rizqaoui Brema                  |

| Arbitro: | Pancrazi, Ieracitano |

|                                                                       |           |                                                          |
| Romei 6pt’, 4st’, 4tt’, 11tt’ Grilli 8pt’ Brunelli 12st’ Napello 4tt’ | Marcatori | 2pt’, 12pt’ Origlia 7st’, 2tt’ De Marco 12tt’ Spychalski |

| Arbitro: | Ditto, Musumeci, De Prisco |

|                                           |           |                                                        |
| Macciocca 2pt’ Simone 7tt’ Fratticci 8tt’ | Marcatori | 2pt’, 3st’, 4st’ Colella 6st’ D’Ambrosio 1tt’ Giardino |

### Classifica
Di seguito la classifica:
|  | Pos. | Squadra          | Pt | G | V | V+ | Vr | P | GF | GS | DR |
|  | ---- | ---------------- | -- | - | - | -- | -- | - | -- | -- | -- |
|  | 1.   | Genova           | 4  | 2 | 1 | 0  | 1  | 0 | 12 | 10 | +2 |
|  | 2.   | Bari             | 3  | 2 | 1 | 0  | 0  | 1 | 10 | 8  | +2 |
|  | 3.   | Sporting Nettuno | 0  | 2 | 0 | 0  | 0  | 2 | 8  | 12 | -4 |